# فرانک برازیر
فرانک برازیر (انگلیسی: Frank Brazier؛ (زادهٔ ۲۴ فوریهٔ ۱۹۳۴ – درگذشتهٔ ۱۰ مهٔ ۲۰۲۱) دوچرخه‌سوار اهل استرالیا بود. وی در بازی‌های المپیک تابستانی ۱۹۵۶ و ۱۹۶۰ شرکت کرده بود.